# Кныш, Иван Павлович
Иван Павлович Кныш (29 августа 1900, Макеевка, область Войска Донского — 11 июля 1978, Ленинград) — генерал-майор Советской Армии, участник Гражданской и Великой Отечественной войн.

## Биография
Иван Павлович Кныш родился 29 августа 1900 года в городе Макеевке (ныне — Донецкая область Украины). Работать начал в тринадцатилетнем возрасте, трудился печатником в типографии. В 1918 году добровольцем поступил на службу в Рабоче-Крестьянскую Красную Армию. Окончил Петроградское артиллерийское училище. Участвовал в боях Гражданской войны. После её окончания служил в различных артиллерийских частях на командных и штабных должностях. Перед Великой Отечественной войной занимал должность начальника Слуцко-Колпинского укреплённого района.
С начала Великой Отечественной войны — на её фронтах. Участвовал в битве за Москву. К 1943 году занимал должность начальника артиллерии — заместителя командира 72-й стрелковой дивизии. Успешно действовал в ходе операции по прорыву блокады Ленинграда. где подчинённые ему части полностью выполнили все поставленные задачи, при этом понеся сравнительно небольшие потери. Большое внимание Кныш уделял вопросам взаимодействия между артиллерией и пехотой, эффективной организации артиллерийского огня с целью разрушения вражеской обороны. В дальнейшем стал командиром артиллерии 117-го стрелкового корпуса. Участвовал в форсировании реки Нарев и боях на её западном плацдарме. Возглавляемая им корпусная артиллерия только за период с 19 по 21 апреля 1944 года уничтожила: 14 танков, 38 пулемётов, 7 миномётов и множество других видов вооружения. Было подавлено 2 миномётные и 18 артиллерийских батарей, 54 отдельных орудий, 12 пулемётов, рассеяно и частично уничтожено до 3700 солдат и офицеров противника. В мае 1944 года при освобождении Эстонской ССР 117-й стрелковый корпус оказался в окружении. В ожесточённых боях Кныш получил тяжёлое ранение.
После длительного лечения Кныш был назначен начальником военной кафедры Ленинградского государственного университета, возглавлял её на протяжении многих лет. За период своего руководства кафедрой он сумел наладить военную подготовку студентов, собрать крепкий преподавательский коллектив, на высокий уровень поставил военно-патриотическую работу. Кроме того, вплоть до своей кончины возглавлял Совет ветеранов Ленинградского государственного университета. Умер 11 июля 1978 года.

## Награды
- Орден Ленина (21 февраля 1945 года);
- 4 ордена Красного Знамени (26 мая 1943 года, 17 февраля 1944 года, 30 июля 1944 года, 3 ноября 1944 года);
- Медали «За оборону Москвы», «За оборону Ленинграда» и другие;
- Почётный гражданин города Гатчины Ленинградской области.

## Память
- В честь генерала Кныша названа улица в Гатчине.